# Julienne Falconieri
Pour les articles homonymes, voir Falconieri.
Julienne Falconieri (en italien, Giuliana Falconieri) (née en 1270 à Florence, en Toscane et morte le 19 juin 1341) est une religieuse italienne de la fin du XIIIe et du début du XIVe siècle et une sainte de l'Église catholique.

## Biographie
Attirée par la sainteté des premiers frères de l'ordre des Servites de Marie, petite-nièce de l'un d'entre eux, Alexis Falconieri, Giuliana Falconieri se consacre au Seigneur et se donne tout entière à la pénitence, à la contemplation et aux œuvres de charité. Sa dévotion envers la Vierge Marie et son amour de l'Eucharistie sont remarqués par le peuple.
Elle est parmi les femmes pieuses qui, tout en restant chez elles, revêtaient l'habit de Mantelées et adoptaient ce genre de vie et l'esprit des Servites. Parmi elles, Julienne occupe une place particulière. Si bien qu'avec le temps, elle fut considérée comme la fondatrice des Sœurs et des Moniales de l'ordre des Servites de Marie. Elle est également la sainte patronne des membres Séculiers servites (hommes et femmes) de l'ordre.

## Le miracle de sa mort

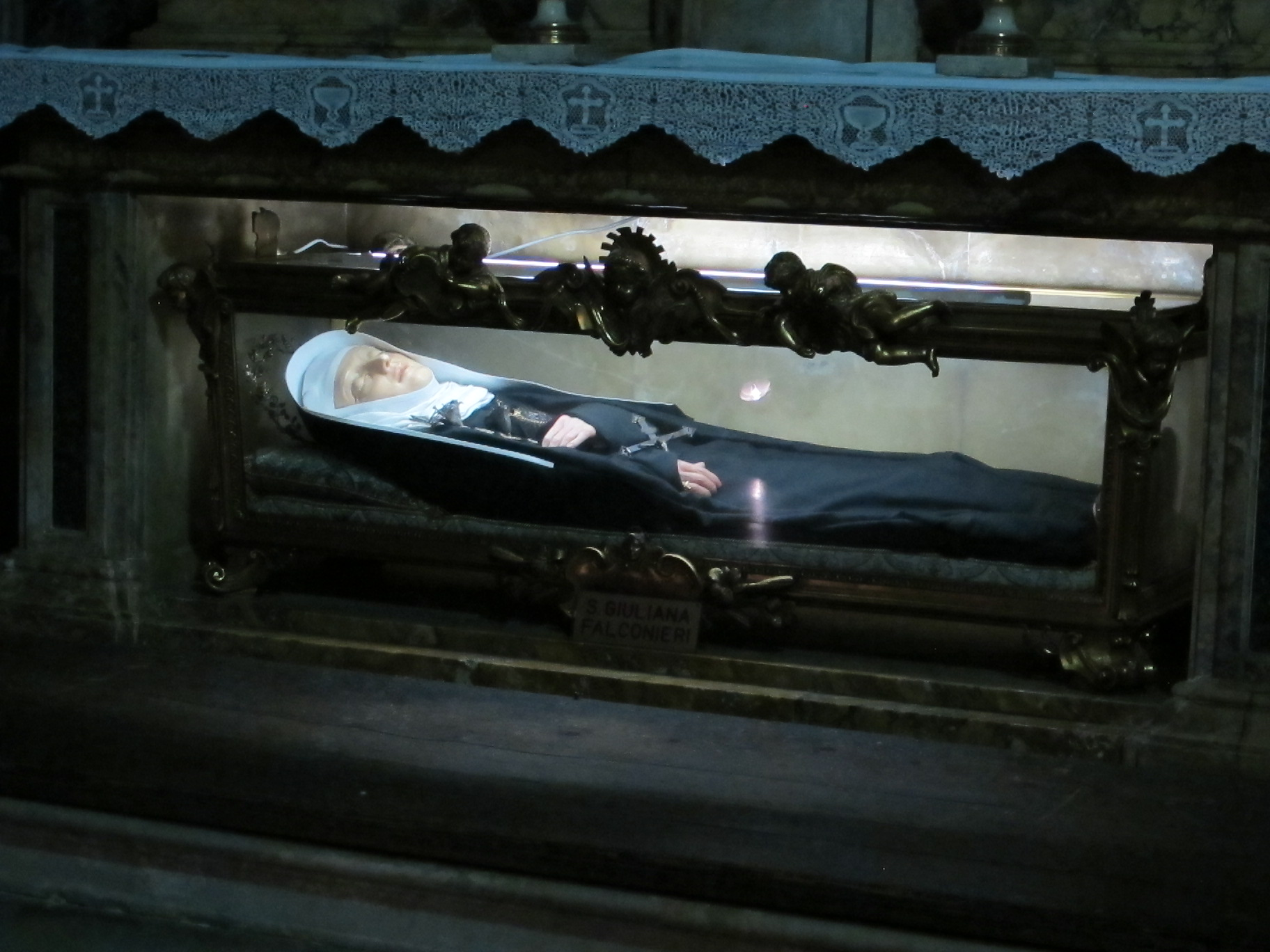
Châsse de sainte Julienne.

Affaiblie par les cilices, les veilles, les prières et les jeûnes, elle gisait, malade et ne retenait aucun aliment. Elle fut alors autorisée à recevoir l'hostie, en la déposant sur sa poitrine, sur le cœur. Le prêtre disait alors une prière afin de « sanctifier l'âme de la malade » avec le contact du « Corps du Christ ». L'hostie disparut, et Julienne mourut très paisiblement, le 19 juin 1341. La peau de la Sainte conserva l'image de l'hostie là où le prêtre l'avait mise en contact. L'iconographie de Sainte Julienne montre ainsi l'image miraculeuse apparue sur sa poitrine.

## Vénération
Son corps est conservé dans la basilique de la Santissima Annunziata de Florence. L'église Santa Giuliana Falconieri sur le Gianicolense à Rome lui est dédiée. Une statue de marbre la représentant est placée dans la basilique Saint-Pierre de Rome, dans le transept gauche lorsqu'on regarde le maître-autel.
Elle est béatifiée le 8 juillet 1678 par le pape Innocent XI, lui-même tertiaire de l'ordre des Servites de Marie et canonisée le 16 juin 1737 par le pape Clément XII, en même temps que Vincent de Paul, Jean-François Régis et Catherine de Gênes, Sa fête est le 19 juin.
La municipalité de Sainte-Julienne au Canada est nommée en son honneur.

## Sources
- (en)  Cet article contient des extraits traduits d'un article de la Catholic Encyclopedia dont le contenu se trouve dans le domaine public.
- Histoire de l'Église par les saints - Chanoine Audollent - Librairie Vitte
- Histoire universelle de l'Église Catholique - René François Rohrbacher, Auguste-Henri Dufour - lire en ligne sur Gallica